# Pomacentrus atriaxillaris
Pomacentrus atriaxillaris är en fiskart som beskrevs av Allen 2002. Pomacentrus atriaxillaris ingår i släktet Pomacentrus och familjen Pomacentridae. Inga underarter finns listade i Catalogue of Life.